# Donald MacBride
Donald Hugh MacBride, più conosciuto come Donald MacBride (Brooklyn, 23 gennaio 1893 – Los Angeles, 21 giugno 1957), è stato un attore statunitense.

## Biografia
Ha recitato in svariate produzioni cinematografiche, dopo esordi teatrali. 

## Filmografia parziale

### Cinema
- The Royal Wild West, regia di Sidney Drew - cortometraggio (1914)
- The Mysterious Mr. Davey, regia di Sidney Drew - cortometraggio (1914)
- The Combination, regia di Sidney Drew - cortometraggio (1915)
- Some White Hope?, regia di Ralph Ince - cortometraggio (1915)
- A Man of Parts, regia di Wally Van - cortometraggio (1915)
- Postponed, regia di Wally Van - cortometraggio (1915)
- The Timid Mr. Tootles, regia di Sidney Drew - cortometraggio (1915)
- Easy Money, regia di Theodore Marston - cortometraggio (1915)
- Cutey's Sister, regia di Wally Van - cortometraggio (1915)
- The Professor's Painless Cure, regia di Sidney Drew - cortometraggio (1915)
- Love, Snow and Ice, regia di Wally Van - cortometraggio (1915)
- Mr. Blink of Bohemia, regia di Sidney Drew - cortometraggio (1915)
- What's Ours?, regia di S. Rankin Drew - cortometraggio (1915)
- The Revolt of Mr. Wiggs, regia di Edward F. Stanton - cortometraggio (1915)
- The Shell Game, regia di George D. Baker (1918)
- The Misleading Lady, regia di Stuart Walker (1932)
- Servizio in camera (Room Service), regia di William A. Seiter (1938)
- La vita di Vernon e Irene Castle (The Story of Vernon and Irene Castle), regia di H.C. Potter (1939)
- Charlie Chan nell'isola del tesoro (Charlie Chan at Treasure Island), regia di Norman Foster (1939)
- Manette e fiori d'arancio (The Amazing Mr. Williams), regia di Alexander Hall (1939)
- Charlie Chan delitto a New York (Murder Over New York), regia di Harry Lachman (1940)
- Passaggio a Nord-Ovest (Northwest Passage), regia di King Vidor (1940)
- Le mie due mogli (My Favorite Wife), regia di Garson Kanin (1940)
- La donna invisibile (The Invisible Woman), regia di A. Edward Sutherland (1940)
- Una pallottola per Roy (High Sierra), regia di Raoul Walsh (1941)
- Una bionda in paradiso (Topper Returns), regia di Roy Del Ruth (1941)
- L'inafferrabile signor Jordan (Here Comes Mr. Jordan), regia di Alexander Hall (1941)
- L'inarrivabile felicità (You'll Never Get Rich), regia di Sidney Lanfield (1941)
- Il Re della Louisiana (Louisiana Purchase), regia di Irving Cummings (1941)
- Two Yanks in Trinidad, regia di Gregory Ratoff (1942)
- La chiave di vetro (The Glass Key), regia di Stuart Heisler (1942)
- Mia sorella Evelina (My Sister Eileen), regia di Alexander Hall (1942)
- La morte viene dall'ombra (A Night to Remember), regia di Richard Wallace (1942)
- Ho salvato l'America (They Got Me Covered), regia di David Butler (1943)
- A Stranger in Town, regia di Roy Rowland (1943)
- L'uomo ombra torna a casa (The Thin Man Goes Home), regia di Richard Thorpe (1944)
- Gianni e Pinotto a Hollywood (Abbott and Costello in Hollywood), regia di S. Sylvan Simon (1945)
- Mi piace quella bionda (Hold That Blonde), regia di George Marshall (1945)
- Doll Face, regia di Lewis Seiler (1945)
- Se ci sei batti due colpi (The Time of Their Lives), regia di Charles Barton (1946)
- I gangsters (The Killers), regia di Robert Siodmak (1946)
- Io e l'uovo (The Egg and I), regia di Chester Erskine (1947)
- Addio all'esercito (Buck Privates Come Home), regia di Charles Barton (1947)
- The Story of Seabiscuit, regia di David Butler (1949)
- Il gatto milionario (Rhubarb), regia di Arthur Lubin (1951)
- Quando la moglie è in vacanza (The Seven Year Itch), regia di Billy Wilder (1955)

### Televisione
- Climax! – serie TV, episodio 2x20 (1956)
- Screen Directors Playhouse – serie TV, episodio 1x31 (1956)

## Doppiatori italiani
- Dario De Grassi in Servizio in camera (doppiaggio tardivo), La chiave di vetro (ridoppiaggio)
- Carlo Romano in Le mie due mogli
- Amilcare Pettinelli in Una pallottola per Roy
- Gaetano Verna in I gangsters
- Corrado Racca in Io e l'uovo
- Adolfo Lastretti in Michael Shayne, investigatore privato (doppiaggio tardivo)